# Eugenio Cambaceres
Eugenio Cambaceres Alais (1843 - 1888) a fost un scriitor și om politic argentinian.

## Opera
Cambaceres a combinat naturalismul lui Émile Zola cu cel al fraților Edmond și Jules de Goncourt, devenind fondatorul romanului naturalist:
- 1881: Potpuri ("Pot-pourri");
- 1884: Fluierătura unui hoinar ("Silbidos de un vago");
- 1885: Fără direcție ("Sin Rumbo");
- 1887: În sânge ("En la sangre").